# Red Dead Revolver
Red Dead Revolver es un videojuego de acción y aventura de 2004 desarrollado por Rockstar San Diego y publicado por Rockstar Games. Es la primera entrega de la serie Red Dead y se lanzó para PlayStation 2 y Xbox en mayo de 2004. Ambientada en la década de 1880, durante el viejo oeste, la historia para un jugador sigue la búsqueda de venganza del cazarrecompensas Red Harlow tras el asesinato de sus padres. Un modo multijugador local permite que hasta cuatro jugadores se enfrenten entre sí o contra bots controlados por IA en batallas de todos contra todos.
Rockstar San Diego (entonces conocido como Angel Studios) comenzó a trabajar en Red Dead Revolver con la financiación de Capcom en 2000. Durante el desarrollo, Angel Studios fue adquirido y rebautizado por Rockstar Games. Después de que Yoshiki Okamoto dejara Capcom en 2003, Red Dead Revolver fue cancelado hasta que Rockstar Games adquirió los derechos del juego y lo revivió ese mismo año. El juego recibió críticas mixtas de los críticos y se vendió moderadamente bien. Un sucesor espiritual, Red Dead Redemption, se lanzó en mayo de 2010, y un tercer juego, Red Dead Redemption 2, se lanzó en octubre de 2018.

## Jugabilidad
Red Dead Revolver es un videojuego de disparos en tercera persona y de acción-aventura con una historia lineal. Los jugadores pueden luchar contra enemigos usando pistolas, rifles, escopetas y armas arrojadizas como cuchillos de caza, cócteles molotov y dinamita. Se pueden comprar nuevas armas al final de cada nivel. Los niveles generalmente terminan con una pelea de jefes, y cada jefe tiene una recompensa por su cabeza que se cobra una vez que mueren. Cada nivel utiliza un sistema de calificación que recompensa a los jugadores con contenido desbloqueable, como nuevas armas o personajes para el componente multijugador del juego, dependiendo de qué tan bien hayan completado objetivos específicos, como el tiempo que les llevó terminar el nivel o la precisión del arma.
Aunque el juego carece de mundo abierto, los jugadores pueden explorar libremente la pequeña ciudad de Brimstone entre los niveles, donde pueden interactuar con los PNJ. A lo largo de la historia, los jugadores asumen principalmente el papel del cazarrecompensas Red Harlow, pero en algunos niveles tienen la oportunidad de controlar a otros personajes, como el tirador inglés Jack Swift, la ranchera Annie Stoakes, el general del ejército mexicano Javier Diego, el primo nativo americano de Red, Shadow Wolf, y un soldado afroamericano conocido sólo como "Buffalo Soldier". Cada personaje jugable tiene un arma exclusiva, como el revólver de Red, las pistolas gemelas de Jack y el arco y las flechas de Shadow Wolf.
Una mecánica de juego introducida en Revolver y luego trasladada a otros juegos de Red Dead es "Dead Eye", un sistema de orientación que pone al jugador temporalmente en cámara lenta para colocar uno o varios disparos precisos en el cuerpo de un enemigo. Cuando finaliza la secuencia de objetivos, el personaje del jugador dispara automáticamente a todas las ubicaciones marcadas en una sucesión muy rápida, causando grandes cantidades de daño. Dead Eye también se utiliza en los duelos del juego, que constan de cuatro etapas:
- Agarrar: el jugador controla la mano del personaje y debe dirigirla hacia el arma.
- Desenfundar: el jugador mueve el joystick analógico derecho hacia arriba para sacar el arma de su funda.
- Adquisición de objetivos: el joystick analógico derecho se usa para mover la mira sobre el cuerpo del oponente y colocar varios objetivos.
- Disparos: una vez que finaliza el efecto de tiempo de bala, el personaje del jugador dispara balas automáticamente en rápida sucesión.

El juego incluye un componente multijugador local, que puede ser jugado por uno o dos jugadores, junto con dos bots controlados por IA. Hay tres modos de juego, en su mayoría batallas todos contra todos, donde el objetivo es ser el último hombre en pie. El componente multijugador utiliza la mayoría de los mapas y modelos de personajes de la campaña para un jugador, con solo unos pocos exclusivos.

## Trama
A principios de la década de 1870, los prospectores Nate Harlow (Kurt Rhoads) y Griff (Bert Pence) encuentran oro en una zona llamada Bear Mountain y lo celebran fabricando dos revólveres idénticos, llevándose uno cada uno. Cuando Griff es capturado más tarde por el ejército mexicano, convence al corrupto general del ejército Javier Diego (Robert Jiménez) para que le perdone la vida ofreciéndole mostrarle dónde está escondido el oro. Diego ordena a su mano derecha, un mercenario estadounidense que se hace llamar Coronel Daren (Dennis Ostermaier), que mate a Nate y a su familia para ocultar la ubicación del oro. Daren y una banda de pistoleros a sueldo asesinan a Nate y a su esposa indígena, Falling Star (Messeret Stroman), pero su hijo adolescente, Red (Jason Fuchs), escapa tras disparar al brazo izquierdo de Daren con el revólver de su padre, cuyo calor le quema una cicatriz en forma de escorpión en la mano.
Doce años después, Red (Robert Bogue) se ha convertido en un despiadado cazarrecompensas. Después de masacrar a una banda de forajidos liderada por Bloody Tom (Christian Tanno), lleva sus cuerpos a la ciudad de Widows Patch por la recompensa por sus cabezas. Allí, es emboscado por Ugly Chris (Erick Devine) y sus hombres, que controlan la ciudad. Red mata a la pandilla con la ayuda del Sheriff O'Grady (Stephen Schnetzer), aunque este último resulta herido durante el tiroteo. Red lleva a O'Grady a Brimstone, la ciudad más cercana con un médico, frustrando el robo de un tren en el camino. En Brimstone, Red conoce al agente de la ley local Sheriff Bartlett (Gene Jones), quien le ofrece varias recompensas por forajidos viciosos que asolan el área. Mientras reclama una de esas recompensas, Red conoce y se hace amigo del tirador inglés Jack Swift (Gregg Martin). Después de ser salvado por Red, Jack dispara personalmente a su antiguo empleador traicionero y a sus secuaces.
Después de eliminar a todos sus objetivos, Red regresa con Bartlett, quien le informa que el vagón de tren que lleva su pago aún no ha llegado. En el Brimstone Bank, Red escucha a la ranchera local Annie Stoakes (Carrie Keranen) mencionar el oro por el que mataron a sus padres. Intrigado, la visita en su rancho poco después de que se queme por orden del gobernador Griffon como retribución por la negativa de Annie a vender su propiedad. Red se ofrece a darle todo su dinero de recompensa una vez que lo reciba a cambio de información sobre Bear Mountain, que Red descubre que es propiedad parcial de Griffon. Más tarde, en un salón, Red escucha a unos matones hablando sobre el coronel Daren y termina matándolos en un tiroteo cuando se niegan a contarle más. Bartlett arresta a Red, pero lo libera rápidamente al enterarse de que es el hijo de Nate Harlow y revela las circunstancias que rodearon el asesinato de sus padres.
Red se va para vengarse de Diego, pero Daren lo captura después de destruir uno de sus trenes de suministros. Mientras está encarcelado y obligado a trabajar como esclavo en la extracción de oro, Red se hace amigo de un compañero cautivo al que solo se hace referencia como el "Buffalo Soldier" (Benton Greene), antes de que la pareja sea rescatada por el primo nativo americano de Red, Shadow Wolf (Chaske Spencer). Después de escapar de las minas, Red y Shadow Wolf asaltan el campamento de Diego y matan a Daren, aunque Shadow Wolf resulta herido de muerte durante la batalla. Luego, Diego intenta escapar en un tren blindado, pero Red lo persigue y lo mata. Mientras tanto, Buffalo Soldier viaja a Brimstone para buscar la ayuda del gobernador Griffon, solo para que el gobernador revele su afiliación con Diego y ordene el encarcelamiento de Buffalo.
Más tarde, Red, Annie y Jack participan en la competencia anual de sorteo rápido de Brimstone, organizada por Griffon y Bartlett. Griffon manipula la competencia para asegurarse de que Red muera, pero este último derrota a todos sus oponentes. Enfurecido, Griffon saca su revólver para matar al propio Red, pero este último se da cuenta de que el arma es idéntica a su propio revólver y deduce que Griffon es en realidad el socio traidor de su padre, Griff. Mientras Griffon escapa, le ordena a su secuaz, el Sr. Kelley (Joseph Melendez), que mate a Red. Después de lidiar con Kelly, Red asalta la mansión de Griffon junto a Annie, Jack y Bartlett. Después de abrirse camino a través de los guardaespaldas del gobernador, Jack se sacrifica para darle a Red el tiempo suficiente para matar a Griffon en un duelo, mientras que Annie encuentra y rescata a Buffalo Soldier. Su familia finalmente vengada, Red agradece a sus aliados por su ayuda, y Bartlett le ofrece el oro que le debe, quien le agradece todo el bien que ha hecho por Brimstone. Cumpliendo su promesa a Annie, Red le dice al sheriff que le dé el oro a ella y a Buffalo Soldier, y se va con el revólver de Griffon, diciendo que "nunca fue por el dinero".

## Desarrollo
Angel Studios comenzó a trabajar en Red Dead Revolver bajo la supervisión y financiación del editor de videojuegos japonés Capcom en 2000. El proyecto surgió de la asociación de Angel Studios y Capcom en el puerto de Resident Evil 2 para Nintendo 64. Yoshiki Okamoto de Capcom luego se acercó a Angel Studios con la idea de una propiedad intelectual original titulada S.W.A.T. Más tarde adoptó un tema wéstern por recomendación de Okamoto, redefiniendo el acrónimo como "Spaghetti Western Action Team". Se informa que la inspiración para eso provino de Okamoto, quien había trabajado anteriormente en el shoot 'em up de arcade de 1985 de Capcom, Gun.Smoke, al ver la película Blindman. El artista Akira Yasuda, también conocido como Akiman, se mudó a Estados Unidos para trabajar en el diseño de personajes de Red Dead Revolver.
Capcom anunció el juego en marzo de 2002. Su desarrollo fue problemático, en parte debido a las diferencias culturales entre las dos compañías, y el juego no se pudo jugar.
En noviembre de 2002, Take-Two Interactive, empresa matriz de Rockstar Games, anunció la adquisición de Angel Studios, que pasó a pertenecer a Rockstar Games y a llamarse Rockstar San Diego. Tras la compra, los ejecutivos de Rockstar Games revisaron los proyectos en desarrollo del estudio para determinar qué merecía la pena conservar. Dan Houser, director creativo de Rockstar Games, comentó que el juego "tenía muy buena pinta" y llamó la atención del equipo de revisión, a pesar de que no se podía jugar. El problemático desarrollo provocó que el juego se perdiera tanto la European Computer Trade Show de 2002 como la Electronic Entertainment Expo de 2003, Okamoto luego dejó Capcom, que acabó cancelando el título en agosto de 2003. Sin embargo, Rockstar Games adquirió los derechos de Red Dead Revolver en diciembre siguiente, y dejó que Rockstar San Diego siguiera desarrollando lo que se convertiría en la primera entrega de la aclamada serie Red Dead.
La versión de PlayStation 2 se lanzó en PlayStation 4 el 11 de octubre de 2016, y la versión de Xbox estuvo disponible en Xbox One mediante compatibilidad con versiones anteriores el 15 de noviembre de 2021.

## Recepción
Red Dead Revolver recibió críticas "promedio" según el sitio web de agregación de reseñas Metacritic. En Japón, donde Capcom portó y publicó el juego el 26 de mayo de 2005, casi dos años después de que la compañía cancelara el título, Famitsu le dio una puntuación de 31 sobre 40.
The Times lo calificó con cuatro estrellas sobre cinco, afirmando que "tiene un argumento sólido y coherente que lleva a Red de pistolero novato a cazarrecompensas competente en lo que resulta ser la madre de todos los juegos de prácticas de tiro". "Maxim también lo calificó con cuatro estrellas sobre cinco y afirmó que "los fanfarrones pueden incluso agacharse sigilosamente tras una cobertura y disparar a los pies de los enemigos para hacerles bailar como Michael Flatley sin Ritalin". Sin embargo, Entertainment Weekly lo calificó con una C y afirmó que "el juego no da en el clavo: En lugar del humor descarnado de una película de Sergio Leone, Revolver parece una atracción de Disneylandia".
En 2004 fue nominada al premio GameSpot a la "Mejor música con licencia", que recayó en Battlefield: Vietnam. En 2010, el juego fue incluido como uno de los títulos del libro 1001 videojuegos a los que hay que jugar antes de morir.

### Ventas
Según la empresa de investigación de mercados The NPD Group, Red Dead Revolver vendió 140.000 unidades en junio de 2004 y alcanzó unas ventas de 920.000 unidades en julio de 2010.

## Secuela
El primer atisbo de una secuela se produjo en 2005, cuando Rockstar mostró un teaser en una rueda de prensa de Sony. El sucesor de Red Dead Revolver, Red Dead Redemption, se anunció oficialmente en 2009 para PlayStation 3 y Xbox 360. Tras varios retrasos en las fechas de lanzamiento, finalmente salió a la venta el 18 de mayo de 2010 en Norteamérica, y el 21 de mayo de 2010 en Europa y Australia, recibiendo elogios de la crítica, que alabó la jugabilidad del juego y las mejoras técnicas con respecto a su predecesor.
Red Dead Redemption 2 fue confirmado por Rockstar en octubre de 2016 y se lanzó el 26 de octubre de 2018 para PlayStation 4 y Xbox One. Fue lanzado para Windows el 5 de noviembre de 2019.